# Besleti
Besleti (georgiska: ბესლეთი), eller Baslata (abchaziska: Баслаҭа), är en ort i Abchazien i nordvästra Georgien. Den ligger öster om staden Suchumi i Suchumidistriktet. Vid samhället ligger bland annat vattendraget Besleti. Antalet invånare år 2011 var 2 290.